# 와흐비 카즈리
와흐비 카즈리(وهبي خزري, Wahbi Khazri, 1991년 2월 8일 ~ )는 튀니지의 축구 선수로 현재 리그 1의 몽펠리에에서 공격형 미드필더로 활약하고 있으며 튀니지 국가대표팀의 일원으로도 활약하였다.

## 수상

### 클럽
바스티아
- 샹피오나 나시오날 (1): 2010–11
- 리그 2 (1): 2011–12